# Puente metálico del Barquero
El puente metálico del Barquero es un puente sobre el estuario del río Sor, en el Puerto del Barquero, municipio de Mañón, provincia de La Coruña, Galicia, España. Conocido popularmente en gallego como A ponte vella ('el viejo puente'), fue inaugurado en 1901 y fue el primer puente de los tres que cruzan la ría del Barquero en este lugar, enlazando el municipio de Vicedo, en la provincia de Lugo con Mañón en La Coruña.
En los años 1980 se cerró al tráfico de vehículos, y desde su restauración en 2005 es una pasarela peatonal. Se localiza a la altura del Punto Kilométrico (PK) 69,600 de la carretera provincial AC-862, entre el puente nuevo de esa carretera y el puente ferroviario de la línea de FEVE Ferrol-Gijón y sirve para el tránsito de la CP-6410.

## Historia

### Construcción

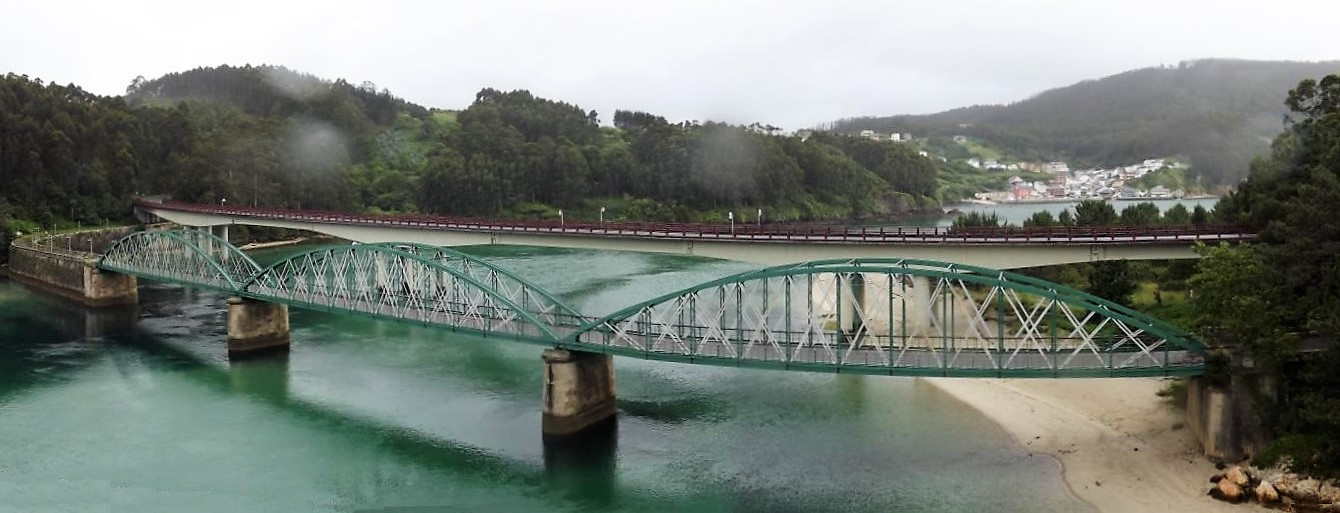
El puente del Barquero con el nuevo puente de la AC-862 en segundo plano y el Puerto del Barquero al fondo.

Se proyectó su construcción a finales del siglo XIX para comunicar la comarca de Vivero con la de Ortigueira, dado que la ría del Barquero era una de las muy pocas rías gallegas que todavía no contaban con un puente y que se cruzaba gracias a un barquero. La iniciativa la tuvo Juan Fernández Latorre, diputado por Ortigueira y fundador de La Voz de Galicia. El proyecto original redactado en 1880 por el ingeniero Adolfo Pequeño fue adjudicado a una empresa constructora, pero el contrato fue rescindido en 1891 con el motivo de que «la parte de la obra ejecutada era casi nula». En 1894 el ingeniero José Real presentó un nuevo proyecto que modificaba la cimentación de los estribos y de los pilares del puente tras haber realizado un estudio del lecho de la desembocadura del Sor, un estudio que omitía el proyecto anterior. La poca consistencia del terreno arenoso complicaba la construcción, que requirió cimentar los pilares por medio de cajones de palastro embutidos a 20 metros de profundidad con aire comprimido. En cuanto a la cimentación de los estribos, fue necesario protegerlos con un dique ya que llegaban a 6,50 metros por debajo del nivel del agua a bajamar.
La empresa barcelonesa La Maquinista Terrestre y Marítima acometió las obras en 1895 y el puente se inauguró en 1901. El coste total fue de 528.000 pesetas.

### Características

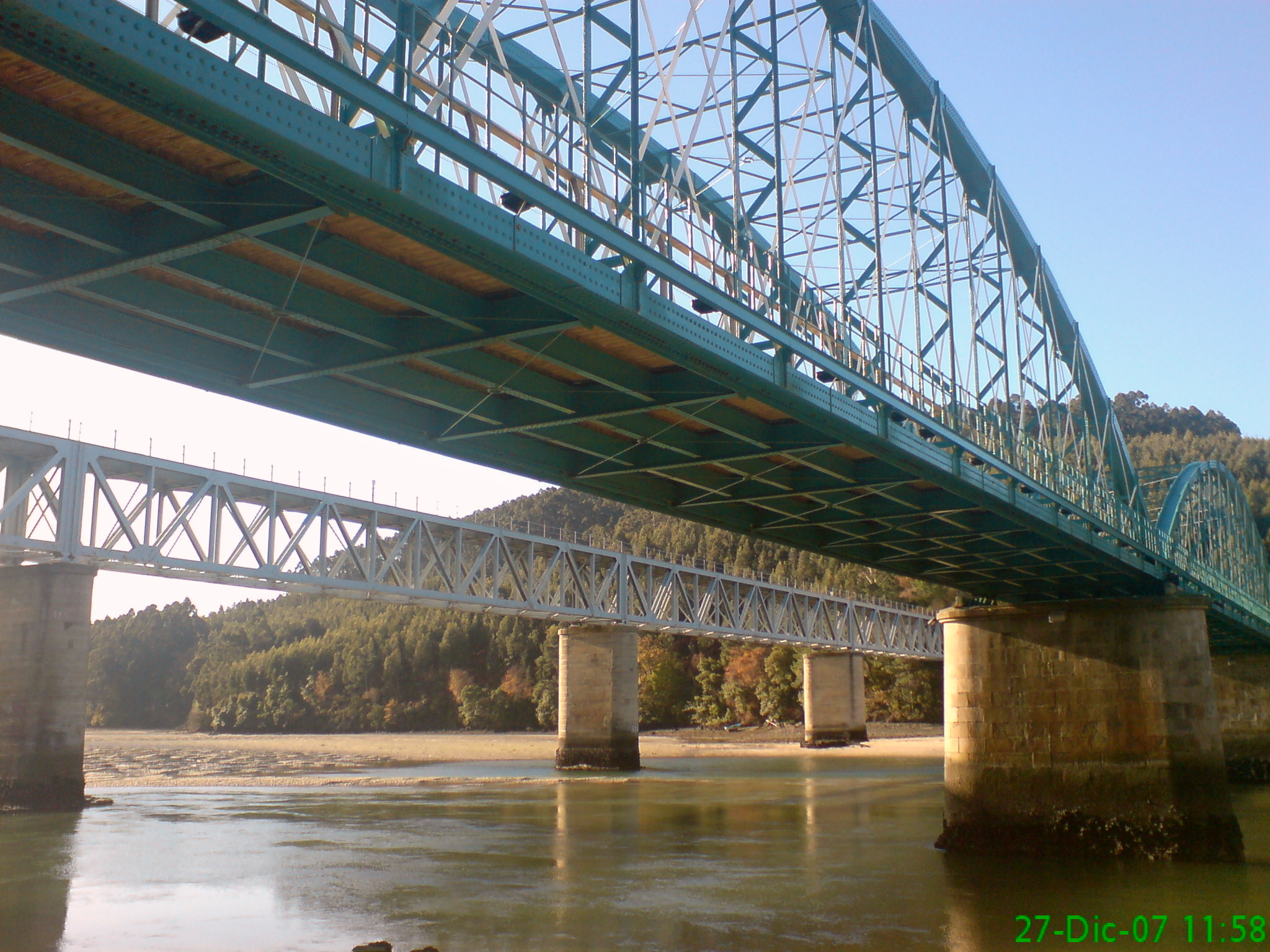
El puente visto de cerca, con el puente ferroviario detrás.

Consta de tres tramos metálicos de vigas en arco con tablero inferior con apoyo en estribos y dos pilas de hormigón con chapado en piedra de sillería que los lugareños trajeron en barcaza desde la cantera de Bares. Cada tramo metálico tiene una longitud de 48 metros y muestra un cuidadoso trabajo de remache de los pernos. El puente tiene 152 metros de largo más otros 30-40 metros de muro de acompañamiento y estribos. La estructura original tenía un arriostramiento lateral de vigas transversales que formaban un voladizo de un metro de ancho a ambos lados para paso de peatones. La calzada tiene un ancho de 5 metros, y alcanzaba 7 metros con los arcenes.

### Deterioro y restauración
La falta de mantenimiento y el consecuente deterioro del puente hizo que en la década 1960-1970 se limitó el tráfico a los vehículos con MMA (masa máxima autorizada) de menos de 15 toneladas, y luego de menos de 12 toneladas. Tras la inauguración del nuevo puente de la AC-862, se limitó el tránsito a las motocicletas y bicis y se prohibió a los peatones usar los árcenes laterales, hasta que se llegó a prohibir el paso del todo. En 2005 se realizó una profunda restauración de la estructura que suprimió los voladizos laterales para peatones, renovó las barandillas de hierro y sustituyó el pavimento por vigas de madera antideslizante. Desde entonces lleva la vía peatonal CP-6410 que une Mañón con la playa de Arealonga, en Vicedo.

### Guerra civil
Cada año, se celebra un homenaje en el puente a los republicanos fusilados allí al inicio de la guerra civil, en el verano de 1936, y cuyos cuerpos se echaban al río. En 2013 el alcalde de Mañón y el portavoz del grupo municipal socialista colocaron una placa en memoria del exregidor mañonés Jesús Castaño Galdo, fusilado en el castillo de San Felipe (Ferrol) en 1937, de todos los mañoneses torturados y fusilados en la contienda y de todas las personas fusiladas en este lugar.